# Misr Khodja
Misr Khodja fou emir dels qara qoyunlu, fill de Kara Mehmed.
El seu pare Kara Mehmed va moir en combat amb el rebel Pir Hasan (1389) que es va proclamar emir de les tribus qara qoyunlu amb seu a Mossul. Però no totes les tribus sotmeses als qara qoyunlu el van reconèixer, i una part es va unir a l'entorn de Misr Khodja.
No obstant aquesta era de caràcter dèbil cosa que aviat es va posar en evidència; llavors els amirs van aclamar emir al seu germà Kara Yusuf.